# سيدتى الجميلة - في محبتك (فلم هندي)
غوري تيري بيار مين (بالإنجليزية: Gori Tere Pyaar Mein)، (الترجمة: (بالإنجليزية: My Fair Lady, In Your Love) بالعربية:سيدتي الجميلة، في حبك) هو فيلم هندي رومنسي كوميدي هندي من كاتبة وإخراج بونيت مالهوترا. ومن إنتاج كاران جوهر تحت راية Dharma Productions, من بطولة عمران خان، كارينا كابور وشرادها كابور أدوار محورية.

## البطولة
- عمران خان بدور سريرام فينكات
- كارينا كابور بدور ديا شارما
- شرادها كابور بدور شابو باتيل
- نيزهالجال رافي بدور والد سريرام فينكات
- إيشا غوبتا بدور ظهور خاص في أغنية "Dhat Teri Ki"
- أفانتيكا مالك خان بدور ظهور خاص

## الإنتاج

### التطوير واختيار الأدوار
تم الإعلان عن الفيلم في 2011. وتم تأجيله بسبب اختيار البطولة. في البداية كانت بطولة الفيلم لسونام كابور وعمران خان. تراجع خان من المشروع كما أنه غير سعيد للسيناريو، وعُرِضَ بعد ذلك إلى لشهيد كابور. شاهيد كابور كانت لديه مشاكل مع السيناريو، وتركت سونام كابور الفيلم لأنها لا تريد للجمهور أَن يعتقد أنها اختيرت بسبب علاقتها مع المدير. ثم عاد عمران خان إلى الفيلم، ووقعت كارينا كابور للبطولة الرئيسية. لاحقاً انضمت شرادا كابور إلى الممثلين كدور مساند. في وقت سابق، وقعت الممثلة نرجس فخري للحصول على ايتم نمبر في الفيلم، ولكن بسبب خلاف في التصوير، تم اختيار ايشا غوبتا كبديل لها. أفانتيكا زوجة عمران، ستظهر لنصف ثانيه أيضا في غوري تيري بيار مين. افانتيكا لقد ظهرت في ثلاثة أفلام لعمران "Jaane Tu... Ya Jaane Na", "I Hate Luv Storys" و"Ek Main Aur Ekk Tu" والممثل أكد وأعترف أنها جلبت الحظ للأفلام.

### التصوير
التصوير الفوتوغرافي الرئيسي بَدأَ في 27 فبراير2013 في بنغالور، الهند.

## الموسيقى
وسيتم توفير الموسيقى للفيلم من قبل فيشال شيكار الذي عَملَ أيضاً على آخر فيلم لمالهوترا، I Hate Luv Storys (2010). وسوف تتميز الموسيقى التصويرية 5 أغاني، واحدة منها أغنية زفاف، سيغني ميكا سينغ أغنيةً بنجابيةً بعنوان Tooh.. كما تم تصوير أغنية قروية كبيرة بعنوان 'العلكة-Chewing Gum'.

## روابط خارجية
- سيدتى الجميلة - في محبتك على موقع IMDb (الإنجليزية)
- سيدتى الجميلة - في محبتك على موقع ميتاكريتيك (الإنجليزية)
- سيدتى الجميلة - في محبتك على موقع روتن توميتوز (الإنجليزية)
- سيدتى الجميلة - في محبتك على موقع قاعدة بيانات الأفلام العربية
- سيدتى الجميلة - في محبتك على موقع أول موفي (الإنجليزية)
- سيدتى الجميلة - في محبتك على موقع بوكس أوفيس موجو (الإنجليزية)
- سيدتى الجميلة - في محبتك على موقع فيلمافينيتي (الإسبانية)
- سيدتى الجميلة - في محبتك على موقع قاعدة بيانات الفيلم (الإنجليزية)
- سيدتى الجميلة - في محبتك على موقع ليتربوكسد (الإنجليزية)
- سيدتى الجميلة - في محبتك على موقع كينوبويسك (الروسية)